# Peter Medak
Peter Medak (Budapest, 23 de diciembre de 1937) es un director de cine y televisión nacido en Hungría. Ha dirigido numerosas producciones estadounidenses y británicas.

## Primeros años de vida
Nacido en Budapest, Hungría, era hijo de Elisabeth y Gyula Medak, un fabricante textil. Su familia era judía. En 1956 huyó de su país natal a Inglaterra debido a la revolución húngara de 1956. Allí se embarcó en una carrera en la industria cinematográfica, empezando como aprendiz y ascendiendo poco a poco a la posición de director de cine.

## Carrera
Medak firmó para dirigir telefilmes para la MCA Universal Pictures en 1963. En 1967 firmó con Paramount Pictures para realizar películas. Su primera película fue Negatives (1968).
Algunos de sus trabajos más importantes son The Ruling Class (1972), Al final de la escalera (1980), The Krays (1990) y Let Him Have It (1991).
Medak también ha dirigido un buen número de películas y episodios de series de televisión, incluyendo: Día de Todos los Santos (miniserie), Homicide: Life on the Street, The Wire y Carnivàle.

## Vida personal
Su primera esposa, con la que tuvo dos hijos, murió en Londres en los años años 1970. Tuvo otros dos hijos con su segunda esposa, la actriz inglesa Carolyn Seymour, de la que posteriormente se divorció. Medak estuvo casado con la soprano de ópera Julia Migenes desde 1988 hasta 2003.

## Filmografía parcial
- Negatives (1968)
- The Ruling Class (1972)
- A Day in the Death of Joe Egg (1972)
- Ghost in the Noonday Sun (1973)
- The Odd Job (1978)
- Al final de la escalera (1980)
- Zorro, the Gay Blade (1981)
- The Men's Club (1986)
- The Metamorphosis, a Study: Nabokov on Kafka (1989)
- The Krays (1990)
- Let Him Have It (1991)
- Romeo Is Bleeding (1993)
- Species II (1998)
- Orgullo de raza (2001)
- Masters of Horror (2007)
- The Wire (2002), episodios "The Buys" y "The Pager"
- Carnivàle (2003), episodio "Black Blizzard"
- House M. D. (2004), episodio "The Socratic Method"
- Sex and Lies in Sin City (2008)
- Breaking Bad (2009), episodio "Peekaboo"
- Hannibal, episodio "Œuf"